# Justin Jackson (baloncestista de 1990)
Justin LeShayne Jackson (Cocoa Beach, Florida, 13 de octubre de 1990) es un jugador de baloncesto estadounidense que pertenece a la plantilla del Club Atlético Goes de la Liga Uruguaya de Básquetbol. Con 2,05 metros de estatura, juega en la posición de ala-pívot.

## Trayectoria deportiva

### Universidad
Jugó durante cuatro temporadas con los Bearcats de la Universidad de Cincinnati, en las que promedió 5,7 puntos, 4,7 rebotes y 1,6 tapones por partido. En 2014 apareció en el segundo mejor quinteto de la American Athletic Conference, siendo además elegido Jugador Defensivo del Año de la conferencia.

### Profesional
Tras no ser elegido en el Draft de la NBA de 2014, se unió a los Charlotte Hornets para disputar las Ligas de Verano de la NBA. El 4 de agosto de 2014 firmó por el Nea Kifissia B.C. de la liga griega, pero un mes después fue cortado sin llegar a disputar ni un partido oficial.
El 1 de noviembre de 2014 fue elegido por los Rio Grande Valley Vipers en el puesto 18 del Draft de la NBA Development League, aunque esa misma noche fue traspasado a los Texas Legends. Jugó una temporada en la que promedió 6,6 puntos y 4,5 rebotes por partido.
El 17 de agosto de 2015 fichó por el Bisons Loimaa de la Korisliiga de Finlandia, Jugó 13 partidos de liga y otros 12 de la VTB United League, promediando en total 8,3 puntos y 7,0 rebotes, hasta que en el mes de enero de 2016 fichó por el Czarni Słupsk de la liga polaca. Allí acabó la temporada promediando 9,1 puntos y 7,3 rebotes por partido.
Comenzó la temporada siguiente en el equipo polaco, pero fue despedido el 9 de enero de 2017.  Sólo once días después fichó por el Aris Salónica BC griego.